# NGC 1730
NGC 1730 è una galassia a spirale barrata situata nella costellazione della Lepre, a una distanza di circa 191 milioni di anni luce dalla nostra Via Lattea.

## Scoperta
La galassia è stata scoperta il 14 novembre 1885 dall'astronomo statunitense Francis Leavenworth. La galassia venne poi osservata nel corso degli anni 1890 da Edward Barnard; la sua nuova descrizione venne inserita nell'Index Catalogue con il codice IC 2113.

## Descrizione
NGC 1730 ha una classe di luminosità I e presenta una larga riga a 21 cm dell'idrogeno neutro.